# Chiesa di Sant'Alessandro (Mapello)
La chiesa di Sant'Alessandro è il principale luogo di culto cattolico di Prezzate frazione di Mapello in provincia e diocesi di Bergamo; fa parte del vicariato di Mapello-Ponte San Pietro. La chiesa fu canonicamente eretta a parrocchia dal vescovo di Bergamo Adriano Bernareggi con decreto del 26 agosto 1943.

## Storia
La prima citazione di un piccolo oratorio indicato come '"San Sissini", in località Mapello, era inserita nell'elenco del 1260 della chiese che dovevano versare un censo alla chiesa romana in base ai propri benefici. Nel 1360 la chiesa è inserita nel "nota ecclesiarum" ordinato da Bernabò Visconti, composto in sei fascicoli, che indicava i benefici di tutte le chiese e dei monasteri della bergamasca per poterne definire i tributi e i censi da versare alla chiesa di Roma e alla famiglia Visconti di Milano. Negli atti la chiesa viene indicata con il nome di “San Soseni” di Prezzate" che aveva un solo beneficio.
La chiesa nell'autunno del 1575 fu visitata da san Carlo Borromeo arcivescovo di Milano e negli atti della visita risulta che era inserita nella giurisdizione della parrocchia di Ambivere.
Nel Novecento la chiesa fu completamente ricostruita su disegno di Elia Fornoni con la benedizione della prima pietra del 27 agosto 1927 dal vescovo Giacomo Radini-Tedeschi.
Il 26 agosto 1943 la chiesa fu elevata canonicamente a parrocchia dal vescovo Adriano Bernareggi smembrandola dalla parrocchia di Ambivere. Con decreto del 6 settembre 1946 venne riconosciuta dall'amministrazione comunale.
Il Novecento vide l'edificio oggetto di lavori di manutenzione, di mantenimento e di ammodernamento. Con decreto del 27 maggio 1979 del vescovo di Bergamo Giulio Oggioni la chiesa fu inserita nel vicariato di Mapello-Ponte San Pietro.

## Descrizione

### Esterno
L'edificio di culto preceduto dal sagrato con pavimentazione in bolognini di porfido e rialzato dall'assetto stradale da due gradini, si presenta con la facciata intonacata suddivisa da lesene in cinque sezioni, e su due ordini da cornice marcapiano. Le lesene poggiano su alta zoccolatura e sono complete di capitelli, molto semplici nella sezione inferiore e d'ordine ionico nella parte superiore. Nella parte inferiore vi la sola apertura dell'ingresso maggiore con contorno in pietra e timpano triangolare che poggia su due mensole modanate.
Nella parte superiore vi è una finestra completa di timpano ad arco ribassato poggiante su mensole modanate.

### Interno
L'aula a pianta rettangolare con volta a botte e a unica navata divisa da lesene in cinque campate. Le lesene sono complete di zoccolatura e capitelli che reggono il cornicione. Nella prima campata a sinistra vi è il fonte battesimale con l'affresco eseguito nel 1943 da Vittorio Manini raffigurante Giovanni Battista che battezza Gesù, e corrispondente è conservato il pulpito recuperato dall'antica chiesa. La seconda campata è la zona penitenziale con i confessionali lignei. Seguono gli altari dedicati alla Madonna del Rosario e a sant'Alessandro da Prezzate.
La zona presbiteriale a pianta rettangolare, preceduta dall'arco trionfale è di misura inferiore all'aula e accessibile da cinque gradini in marmo. Il presbiterio con volta a botte, termina con il coro absidato coperto da catino.